# Сегет Горњи
Сегет Горњи је насељено место у саставу општине Сегет, Сплитско-далматинска жупанија, Република Хрватска.

## Историја
До територијалне реорганизације у Хрватској налазио се у саставу старе општине Трогир.
Овде се налази Црква Светог Вида у Сегету Горњем.

## Становништво
На попису становништва 2011. године, Сегет Горњи је имао 136 становника.
| Број становника по пописима | Број становника по пописима | Број становника по пописима | Број становника по пописима | Број становника по пописима | Број становника по пописима | Број становника по пописима | Број становника по пописима | Број становника по пописима | Број становника по пописима | Број становника по пописима | Број становника по пописима | Број становника по пописима | Број становника по пописима | Број становника по пописима | Број становника по пописима |
| --------------------------- | --------------------------- | --------------------------- | --------------------------- | --------------------------- | --------------------------- | --------------------------- | --------------------------- | --------------------------- | --------------------------- | --------------------------- | --------------------------- | --------------------------- | --------------------------- | --------------------------- | --------------------------- |
| 1857                        | 1869                        | 1880                        | 1890                        | 1900                        | 1910                        | 1921                        | 1931                        | 1948                        | 1953                        | 1961                        | 1971                        | 1981                        | 1991                        | 2001                        | 2011                        |
| 830                         | 1.098                       | 1.021                       | 1.252                       | 1.443                       | 1.536                       | 1.992                       | 2.346                       | 1.161                       | 1.172                       | 1.048                       | 610                         | 228                         | 177                         | 169                         | 136                         |

Напомена: До 1931. исказивано под именом Сегет, а од 1948. до 1981. под именом Горњи Сегет. У 1869., 1921. и 1931. садржи податке за насеље Сегет Врањица, а у 1921. и 1931. за насеље Сегет Доњи.

### Попис1991.
На попису становништва 1991. године, насељено место Сегет Горњи је имало 177 становника, следећег националног састава:
| Попис 1991.‍  | Попис 1991.‍  | Попис 1991.‍ | Попис 1991.‍ | Попис 1991.‍ |
| ------------ | ------------ | ----------- | ----------- | ----------- |
|              |              |             |             |             |
| Хрвати       | Хрвати       |             | 157         | 88,70%      |
| Срби         | Срби         |             | 9           | 5,08%       |
| регион. опр. | регион. опр. |             | 5           | 2,82%       |
| непознато    | непознато    |             | 6           | 3,38%       |
| укупно: 177  |              |             |             |             |